# Konstruktionssystemet FAC

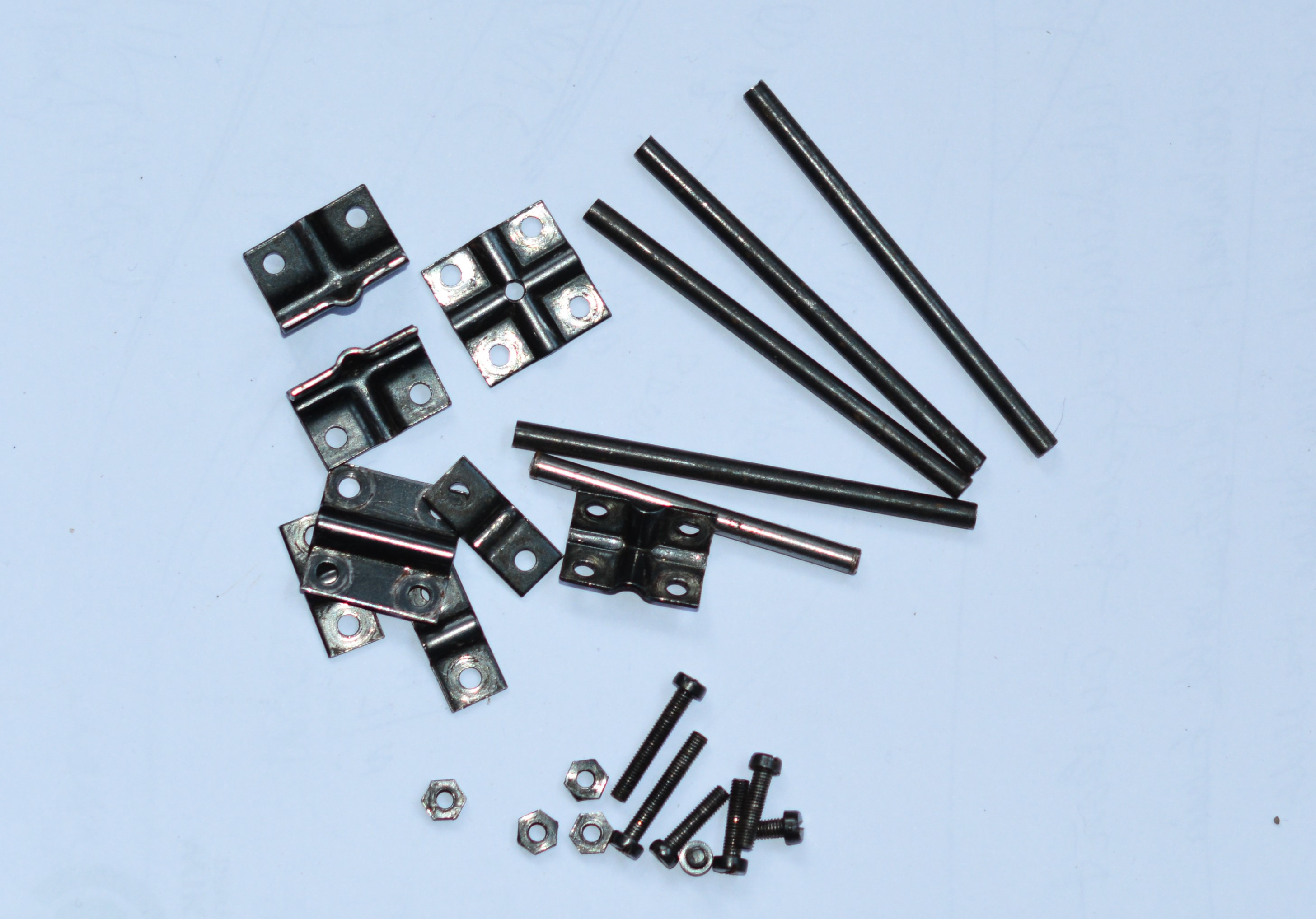
Urval av FAC-komponenter

Konstruktionssystemet FAC, är en svensk mekanisk modellbyggsats för att bygga modeller för barn och ungdom samt maskinprototyper för yrkesmän, lanserad 1952 av Mark Sylwan. FAC liknar Meccano genom att det har mekaniska byggelement, vilka kan kombineras till olika slags konstruktioner. Med FAC byggs fackverkskonstruktioner. Elementen i dessa är små stålstänger, som hålls samman av olika typer av metallbleck, ihopskruvade med 3 mm skruv, eller med klämhylsor.
FAC har sitt namn efter latinets "facere", som betyder "att göra".
Från 1955 använde sig Philips i Eindhoven i Nederländerna av FAC-konstruktioner i sitt utvecklingsarbete.
FAC-komponenterna levererades av AB O. Mustad & Son och byggsatserna försåldes av Mark Sylwan AB.

## Bildgalleri

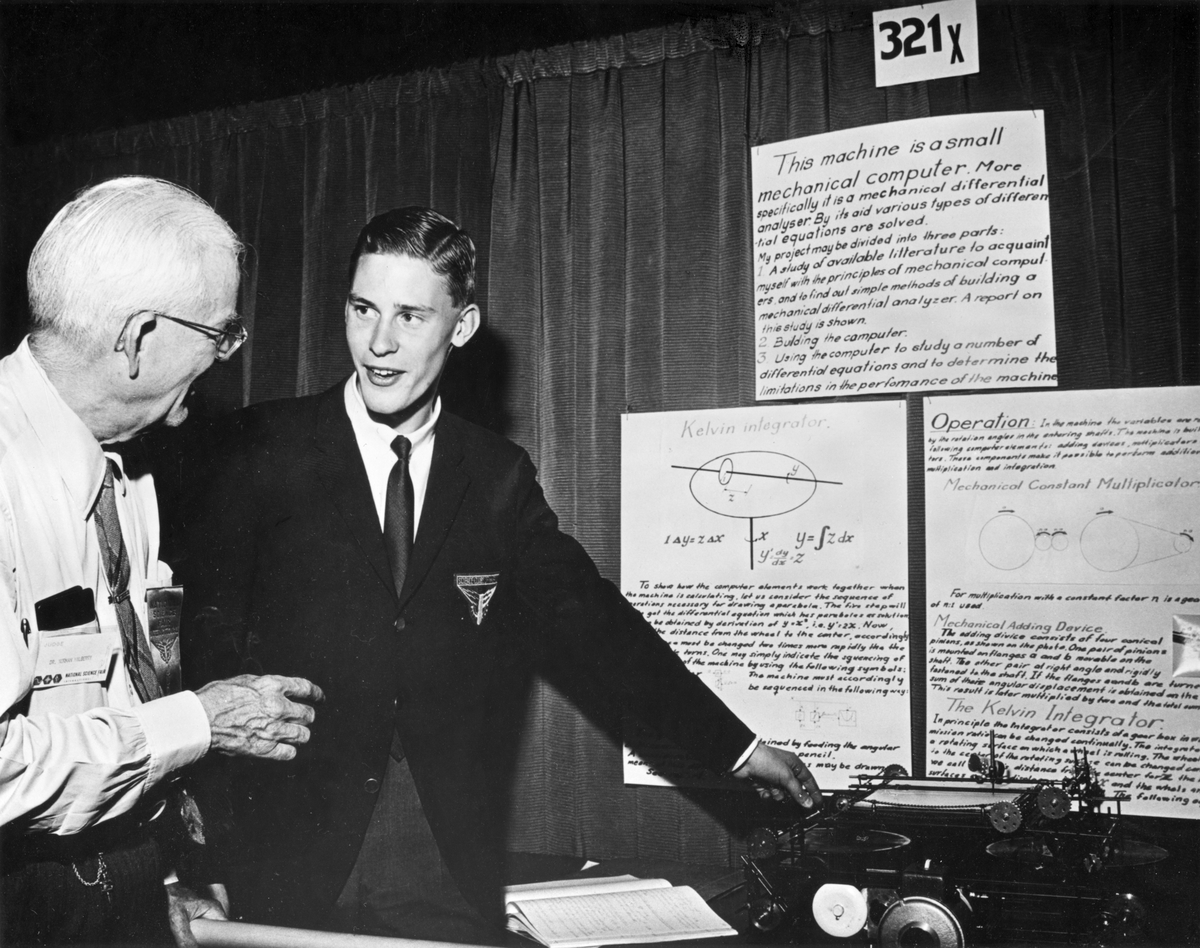
Anders Brahme förevisar sin prisvinnande mekaniska differentialekvationsmaskin, byggd i konstruktionssystemet FAC, på Unga forskares utställning på Tekniska Museet i Stockholm 1963